# Педро
Педро Родригес Ледесма (на испански: Pedro Rodríguez Ledesma, роден 28 юли 1987 г.), по-известен само като Педро или Педрито (Малкия Педро) e испански футболист, който играе като крило или нападател за Лацио.
Педро дебютира за основния състав на Барселона през 2008 г., с който до 2015 г. печели 5 шампионски титли на Испания и триумфира 3 пъти в турнира Шампионска лига.
Заедно с националния отбор по футбол на Испания печели Световното първенство през 2010 г. и Европейското първенство през 2012 г.

## Ранни години
Роден в Санта Крус де Тенерифе, Тенерифе, Канарските острови, Педро се присъединява към младежкия отбор на Барселона на 17-годишна възраст, пристигайки от местния отбор Сан Исидро.

## Барселона
Педро е ключов футболист на Барселона Б, като помага на отбора да спечели промоция от Терсера Дивисион, като изиграва 37 мача и вкарва 7 гола.
На 12 януари 2008 г. прави дебюта си за първия отбор. Изиграва една минута при победата с 4-0 срещу отбора на Реал Мурсия. За първите си два сезона взети заедно изиграва само 7 мача.
През сезон 2008/09 прави и дебют в Шампионската лига като влиза на мястото на Тиери Анри при домакинската победа с 3-1 над Спортинг Лисабон.
През сезон 2009/10, старши треньорът на Барса Пеп Гуардиола решава от сега нататък Педро да бъде постоянен футболист на първия отбор. Педрито се отблагодарява с голямо развитие като играч, вкарвайки в един сезон в шест различни клубни турнира. На 16 август след асистенция на Шави, той вкарва първия си гол за каталунците като помага на отбора си да спечели с 2-1 срещу Атлетик Билбао. По-късно през седмицата подписва професионален договор, продължаващ до юни 2014 с откупуваща клауза възлизаща на 60 милиона паунда.

## Успехи
Барселона
- Примера дивисион (5): 2008/09, 2009/10, 2010/11, 2012/13, 2014/15
- Купа на краля (3): 2008/09, 2011/12, 2014/15
- Суперкупа на Испания (4): 2009, 2010, 2011, 2013
- Шампионска лига (3): 2008/09, 2010/11, 2014/15
- Суперкупа на УЕФА (3): 2009, 2011, 2015
- Световно клубно първенство на ФИФА (2): 2009, 2011

 Челси
- Английска висша лига: 2016/17
- ФА Къп: 2017/18
- Лига Европа: 2018/19

 Испания
- Световно първенство по футбол: 2010
- Европейско първенство по футбол: 2012